# Moisés Naím
Moisés Naím (Trípoli, Libia, 5 de julio de 1952) es un periodista y escritor venezolano, quien fue Ministro de Industria y Comercio, director del Banco Central de Venezuela durante el segundo gobierno de Carlos Andrés Pérez y director Ejecutivo del Banco Mundial. Desde 2011 dirige Efecto Naím, un programa semanal de televisión sobre asuntos internacionales que se transmite en decenas de países por la cadena de televisión colombiana NTN24. 
Es miembro del Carnegie Endowment for International Peace, un think tank en Washington con el cual ha estado vinculado profesionalmente desde 1993. Durante 14 años estuvo al frente de la revista Foreign Policy y en 2011 recibió el Premio Ortega y Gasset, el galardón más importante del periodismo español.

## Biografía

### Educación
Moisés Naím estudió en la Universidad Metropolitana, en Caracas. Después, obtuvo su maestría y doctorado en el Instituto de Tecnología de Massachusetts (MIT) de Boston.

### Trabajo público y política
Entre 1979 y 1988, Naím fue profesor de negocios y economía y director académico del Instituto de Estudios Superiores de Administración (IESA) en Venezuela. Entre 1989 y 1990 fue Ministro de Industria y Comercio durante la presidencia de Carlos Andrés Pérez. En su libro Tigres de papel y minotauros (1993) recoge su visión sobre aquella experiencia.

### Carrera periodística
Es analista internacional principal de El País, el diario de mayor circulación en España. Su columna, «El Observador Global», aparece también en Italia (Repubblica), Francia (Slate) y en otros periódicos latinoamericanos. Es también articulista del «A-List» del británico Financial Times y de la revista estadounidense The Atlantic. Sus trabajos han aparecido además en otras importantes cabeceras, como The New York Times, The Washington Post, Newsweek, Time, Le Monde y Berliner Zeitung. En 1996, Naím asumió la dirección de la revista Foreign Policy e impulsó su rediseño. Bajo su liderazgo, la revista obtuvo los principales premios de la industria editorial, entre ellos el National Magazine Award for General Excellence, (en tres ocasiones). En 2008, Naím concretó la venta de Foreign Policy al Washington Post Group, aunque siguió como director dos años más.

### Obras
Naím es autor o compilador de más de quince libros en el ámbito de la política global, la económica internacional y el desarrollo económico. De la autoría de Naím nace también la controversial serie El Comandante, producida por Sony sobre la vida de Hugo Chávez. A terminar del 2018, Naím publicó su primera novela Dos Espías en Caracas, una historia casi ficticia de amor y espionaje en tiempos de Hugo Chávez con mucho éxito.
En 2013, publicó El Fin del Poder. Tanto el Financial Times como el Washington Post lo eligieron como uno de los mejores libros del año. En enero de 2014 fue seleccionado por Mark Zuckerberg para comenzar en Facebook su proyecto de club de lectura global «A Year of Books».  El libro también le valió la designación como uno de los 100 líderes del pensamiento global por el think-tank Gottlieb Duttweiler Institute. La revista británica Prospect lo incluyó en 2013 en la lista de los intelectuales más destacados del mundo.
En 2012, en un artículo publicado en el periódico El País, Naím definió el concepto de estado mafioso como un nuevo actor de la realidad mundial: "No son solo países donde impera la corrupción o donde el crimen organizado controla importantes actividades económicas y hasta regiones completas. Se trata de países en los que el Estado controla y usa grupos criminales para promover y defender sus intereses nacionales y los intereses particulares de una élite de gobernantes". En 2005, Ilícito fue seleccionado por el Washington Post como uno de los mejores libros de no ficción. Se editó en 14 idiomas y en 2010 National Geographic produjo y transmitió un documental basado en el libro.

### Empresas
Naím es el fundador y presidente del Grupo de los Cincuenta. Naím es miembro del Consejo de Relaciones Exteriores, el Diálogo Interamericano y el Foro Económico Mundial.

## Publicaciones

#### Libros
- Naím, Moisés (2022). La Revancha de Los Poderosos. ISBN 978-1644735749.
- Naím, Moisés (2018). Dos Espías en Caracas. ISBN 978-8-4666-6551-3.
- Naím, Moisés (2016). Repensando el mundo. 111 sorpresas del Siglo 21. ISBN 978-8-4999-2647-6.
- Naím, Moisés (2013). El Fin del Poder: Empresas que se hunden, militares derrotados, papas que renuncian, y gobiernos impotentes: cómo el poder ya no es lo que era.
- ——; Danna, Serena (2011). Prodotto interno mafia. [Einaudi, Torino]. ISBN 978-8-8062-0798-4.
- Naím, Moisés (2006). Ilícito: Como traficantes, contrabandistas y piratas estan cambiando el mundo. Anchor. ISBN 978-1-4000-7884-4.
- ——; Smith, Gordon (2000). Altered States: Globalization, Sovereignty, and Governance. IDRC Books. ISBN 978-0-88936-917-7.
- ——; Tulchin, Joseph (1999). Competition Policy, Deregulation and Modernization in Latin America. Lynne Rienner Publishers. ISBN 1-55587-818-0.
- ——; Edwards, Sebastian (1998). Mexico 1994: Anatomy of an Emerging-Market Crash. Carnegie Endowment for International Peace. ISBN 0-87003-154-6.
- ——; Goodman, Louis W.; Forman, Johanna Mendelson; Tulchin, Joseph S. & Bland, Gary (1995). Lessons of the Venezuelan Experience. Woodrow Wilson Center Press. ISBN 978-0-943875-66-8.
- Naím, Moisés (1993). Tigres de papel y minotauros. Carnegie Endowment for International Peace. ISBN 978-0-87003-026-0.
- ——; Piñango, Ramón (1993). El Caso Venezuela: una ilusión de armonia. Instituto de Estudios Superiores de Administracion.
- Naím, Moisés (primera edición 1989, segunda edición 1991). Las Empresas Venezolanas: Su Gerencia. Instituto de Estudios Superiores de Administracion.
- Naím, Moisés (1982). Multinacionales: La Economía Política de las Inversiones Extranjeras. Instituto de Estudios Superiores de Administracion.
- ——; Francés, A.; Tello, M. T. (1981). Competencia y Regulación: Alternativas para la Economía Venezolana. Instituto de Estudios Superiores de Administracion.
- ——; Gil, J. A.; Romero, A. (1980). Introducción al Análisis de las Políticas en Venezuela. Caracas CONICIT.

#### Artículos seleccionados
- The Most Important Alliance You’ve Never Heard Of[16]
- The Message of Protests[17]
- Hugo Chávez, RIP: He Empowered the Poor and Gutted Venezuela[18]
- Why the people in power are increasingly powerless[19]
- Mafia States: Organized Crime Takes Office[20]
- Rogue Aid[21]
- Five Wars of Globalization[22]
- The Real Story Behind Venezuela’s Woes[23]
- Washington consensus or Washington confusion?[24]

## Premios y reconocimientos
- En 2015, el Instituto Gottlieb Duttweiler reconoció nuevamente a Moisés Naím como uno de los 100 pensadores más importantes.[11]
- En 2014, el Instituto Gottlieb Duttweiler reconoció a Moisés Naím como uno de los 100 pensadores más importantes por su obra El Fin del Poder.[11][12]
- En 2013, la American University otorgó a Moisés Naím el doctorado honoris causa.[25]
- En 2011, recibió el premio Ortega y Gasset por su trayectoria profesional y por su contribución al periodismo en lengua española.[1]
- Bajo la dirección de Moisés Naím, la revista Foreign Policy ganó el National Magazine Award for General Excellence en tres ocasiones.[5]
- En 2003, la República de Argentina le otorgó la Orden de Mayo al Mérito, en el grado de Comendador (6 de marzo de 2003).[26]
- En 1991 Francesco Cossiga, Presidente de la República Italiana lo condecoró con la Orden al Mérito en el grado de "Commendatore"[27]
- En 1990, François Mitterand, presidente de la República de Francia, otorgó a Moisés Naím la Orden Nacional del Mérito, en el grado de Gran Oficial (28 de junio de 1990).[cita requerida]
- En 1985, Naím recibió la Orden de Andrés Bello del gobierno de Venezuela.